# La bestia nel cuore
La bestia nel cuore (även Don't Tell) är en italiensk dramafilm från 2005 i regi av Cristina Comencini. Filmen bygger på Comencinis roman med samma namn.
Filmen nominerades bland annat till en Oscar för bästa utländska film vid Oscarsgalan 2006 och till Guldlejonet vid Filmfestivalen i Venedig 2005. Vid filmfestivalen tilldelades Giovanna Mezzogiorno, som spelar huvudrollen som Sabina, Volpipokalen för bästa kvinnliga skådespelare.
La bestia nel cuore följer Sabina som är gravid och lever ett gott liv. Plötsligt börjar plågas av mardrömmar vilket leder till att hon börjar minnas saker från sin barndom och uppväxt.

## Rollista i urval
- Giovanna Mezzogiorno – Sabina
- Alessio Boni – Franco
- Stefania Rocca – Emilia
- Angela Finocchiaro – Maria
- Luigi Lo Cascio – Daniele
- Francesca Inaudi – Anita
- Giuseppe Battiston – Andrea Negr
- Valerio Binasco – Far
- Simona Lisi – Mor